# Werner Hudelmaier
Werner Hudelmaier (* 3. Juni 1940 in Pforzheim) ist ein baden-württembergischer CDU-Politiker. Er war von 1989 bis 2005 Landrat des Kreises Rastatt.

## Leben
Der Sohn eines freiberuflichen Architekten wuchs in Dobel/Schwarzwald auf, wo er ab 1946 die Volksschule besuchte. Sein Abitur legte er 1960 an der Oberschule in Neuenbürg / Enz ab. Ab 1960 studierte er Bauingenieur- und Vermessungswesen an der Universität Karlsruhe und schloss 1967 als Diplomingenieur ab. Seit dem Vordiplom engagierte er sich als Hilfsassistent bei Gadso Lammers am Institut für Städtebau und Landesplanung. Seine Diplomarbeit fertigte er zum Thema „Städtebauliche Analyse der Planung Waldstadt-Erweiterung des Karlsruher Stadtplanungsamtes und daraus folgende eigene Planalternativen“ am Lehrstuhl für Städtebau und Landesplanung an.
Ab 1967, dem Jahr seiner Verehelichung mit Karina Heuer, war Hudelmaier bis 1971 wissenschaftlicher Mitarbeiter im Büro für Städtebau und städtischen Tiefbau der Professoren Gadso Lammers und Edmund Gassner in der Poppelsdorfer Allee in Bonn. Die Erschließung und der Bau der neuen Stadt Meckenheim bei Bonn bildete dabei einen der Schwerpunkte seines Schaffens und lieferte Impulse für seine spätere Dissertation. Von 1971 bis 1976 war Hudelmaier Lehrbeauftragter am Institut für Städtebau und Landesplanung der Universität Karlsruhe. Er wurde an der dortigen Fakultät 1976 mit seiner Arbeit über das Thema „Erschließungsprozess, Baulandproduktionskosten und Grundstückspreispolitik“ zum Dr.-Ing. promoviert.
1976 wählte der Gemeinderat der Großen Kreisstadt Rastatt Werner Hudelmaier zum Beigeordneten mit dem Titel „Bürgermeister“ und der Zuständigkeit für den Planungs- und Baubereich, den Grünflächen und dem Forst. 1984 bestätigte ihn der Gemeinderat für eine weitere achtjährige Amtszeit. Im selben Jahr wurde Werner Hudelmaier von den Bürgern der Stadt in den Kreistag des Landkreises Rastatt gewählt. Werner Hudelmaier ist seit 1975 Mitglied der CDU und gehörte der CDU-Kreistagsfraktion an.
1989 wurde Werner Hudelmaier vom Kreistag für acht Jahre zum Landrat des Landkreises Rastatt gewählt. Im dritten Wahlgang bekam er eine Mehrheit von einer Stimme. Er wurde 1997 mit großer Mehrheit für eine zweite Amtsperiode gewählt. In seiner Amtszeit erfolgte der Zusammenschluss des Landkreises und der beteiligten Kommunen mit dem Karlsruher Verkehrsverbund und damit die S-Bahn-Erschließung des Murgtals bis nach Forbach/Freudenstadt und des Rheintals bis nach Bühl/Achern. Einvernehmlich mit der Baden-Badener Oberbürgermeisterin Sigrun Lang wurden alle Krankenhäuser und Pflegeeinrichtungen des Landkreises Rastatt und des Stadtkreises Baden-Baden zum Kommunalen Klinikum Mittelbaden vereint. Hudelmaier zählte zu den Befürwortern einer Konversion des ehemaligen NATO-Flugplatzes Söllingen in einen Regionalflughafen, die in Partnerschaft mit dem Land Baden-Württemberg und einer regionalen kommunalen gemeinschaft umgesetzt wurde. Der heutige Abfallwirtschaftsbetrieb des Landkreises und die in Rastatt in einem Neubau zentral untergebrachte Landkreisverwaltung gelten als weitere Beispiele, die seine 16-jährige Amtszeit prägen. Hudelmaier trat 2005 altersbedingt in den Ruhestand.
1969 wurde eine Tochter, 1973 ein Sohn geboren.

## Ehrungen
- 2009: Verdienstkreuz am Bande der Bundesrepublik Deutschland